# (8580) Pinsky
(8580) Pinsky est un astéroïde de la ceinture principale.

## Description
(8580) Pinsky est un astéroïde de la ceinture principale. Il fut découvert le 14 décembre 1996 à Prescott par Paul G. Comba. Il présente une orbite caractérisée par un demi-grand axe de 3,11 UA, une excentricité de 0,14 et une inclinaison de 12,1° par rapport à l'écliptique.

## Compléments